# اريك د. كولمان
اريك د. كولمان (بالإنجليزية: Eric D. Coleman)‏ هو سياسي أمريكي، ولد في 1951م. حزبياً، نشط في الحزب الديمقراطي. وقد انتخب عضو مجلس ولاية كونيتيكت وانتخب عضو مجلس نواب كونيتيكت.